# ماكس مورلوك
ماكس مورلوك (بالألمانية: Max Morlock) (مواليد 11 مايو 1925 - الوفاة 10 سبتمبر 1994) كان لاعب كرة قدم ألماني كان يلعب كمهاجم. سبق له أن لعب في كأس العالم لكرة القدم مع منتخب بلاده.

## المسيرة الاحترافية

### أندية لعب لها
- نادي نورمبرغ
- الدوري الألماني لكرة القدم

## روابط خارجية
- ماكس مورلوك على موقع الاتحاد الدولي (مؤرشف)  (الإنجليزية)
- ماكس مورلوك على موقع قاعدة بيانات كرة القدم.إي يو (الإنجليزية)
- ماكس مورلوك على موقع بيانات كرة القدم. دي إي (الألمانية)
- ماكس مورلوك على موقع ناشيونال فوتبول تيمز (الإنجليزية)
- ماكس مورلوك على موقع عالم كرة القدم.نت (الإنجليزية)